# Municipalità locale di Bitou
Bitou è una municipalità locale (in inglese Bitou Local Municipality) appartenente alla municipalità distrettuale di Eden  della  provincia del Capo Occidentale in Sudafrica. 
In base al censimento del 2001 la sua popolazione è di 29.183 abitanti.
La sede amministrativa e legislativa è la città di Plettenberg Bay e il suo territorio si estende su una superficie di 991 km² ed è suddiviso in 6 circoscrizioni elettorali (wards). Il suo codice di distretto è WC047.
Questa municipalità locale è anche chiamata Plettenberg Bay.

## Geografia fisica

### Confini
La municipalità locale di Bitou confina a nord con il District Management Areas WCDMA04, a nord e a est con quella di Kou-Kamma (Cacadu/Provincia del Capo Orientale), a sud con l'Oceano Indiano e a ovest con quella di Knysna.

### Città e comuni
- Beacon Island
- Bloukrans State Forest
- Harkerville
- Harkerville State Forest
- Keurboomstrand
- Keurboomsrivier
- Klien Palmietrivier State Forest
- Kranshoek
- Kurland
- Kwanokuthula
- Nature's Valley
- New Horizons
- Plettenberg Bay
- The Crags
- Wittedrif

### Fiumi
- Bobbejaan
- Keurbooms